# Tendō (Yamagata)
Tendō (天童市 Tendō-shi?) es una ciudad localizada en la prefectura de Yamagata, Japón. Tiene una población estimada, en septiembre de 2021, de 61.656 habitantes.
Conocida como una ciudad de piezas de shōgi y aguas termales, recientemente se ha ido transformando en un suburbio de Yamagata.

## Geografía

### Municipios circundantes
- Prefectura de Yamagata
  - Yamagata
  - Higashine
  - Sagae
  - Nakayama
  - Kahoku

## Demografía
Según datos del censo japonés, la población de Tendō se ha mantenido estable en los últimos años.
| Año del censo | Población |
| ------------- | --------- |
| 1995          | 60.626    |
| 2000          | 63.231    |
| 2005          | 63.864    |
| 2010          | 62.214    |
| 2021 (est.)   | 61.656    |